# Newbuildings
Newbuildings is een plaats in het Noord-Ierse County Londonderry.
Newbuildings telt 2496 inwoners. Van de bevolking is 84,8% protestant en 13,5% katholiek.